# Be my day
Be my day is een single van The Cats uit 1974. Aan de stroom van hits kwam voor The Cats ook dat jaar nog geen eind.

## Tekst
Be my day is geschreven door Larry Murray, toen al puur liedjesschrijver en muziekproducent. B-kant was She's on her own van The Cats zelf. Het nummer verscheen verder op de elpee Love in your eyes. De tekst is van een liefdesliedje, Be my day, Be my night, niet erg hoogdravend of geïnspireerd, maar toch voldoende om in de twee Nederlandse hitlijsten een eerste plaats voor meerdere weken vast te houden. Het is in de Verenigde Staten opgenomen. Be my day werd eerder gezongen door Digby Richards (1973), als countrymuziek met enige reggaeklanken. Het lied verwijst naar Montego Bay. Voordat het de lijst instapte was het de 228e Alarmschijf.
Producent Larry Murray was gitarist in de Scottsville Squirrel Barkers en Green Grass Group, voorlopers van The Byrds (Chris Hillman speelde in beide) en de Eagles (Bernie Leadon). Hij heeft een album op zijn naam staan: Sweet country suite uit 1970; Be my day staat daar niet op.
De single werd niet onder Imperial uitgebracht, zoals tot dan toe gebruikelijk was, maar onder het hoofdlabel EMI. Verder bracht het label de single wereldwijd uit en kwam het bijvoorbeeld in Duitsland ook in de top 10 terecht. Op de hoes staat een hand met één vinger omhoog, die ernaar verwijst dat de single in Nederland al bij intekening op nummer 1 stond.
In Frankrijk werd de single uitgegeven als Sois ma femme, met de Engelstalige versie Be my day op de B-kant.

## Hitnoteringen
Van de single werden in Nederland 115.000 exemplaren verkocht. In de adult contemporary-lijst van Billboard werd plaats 18 bereikt.

### Nederlandse Top 40
| Hitnotering: 06-04-1974 t/m 13-07-1974 | Hitnotering: 06-04-1974 t/m 13-07-1974 | Hitnotering: 06-04-1974 t/m 13-07-1974 | Hitnotering: 06-04-1974 t/m 13-07-1974 | Hitnotering: 06-04-1974 t/m 13-07-1974 | Hitnotering: 06-04-1974 t/m 13-07-1974 | Hitnotering: 06-04-1974 t/m 13-07-1974 | Hitnotering: 06-04-1974 t/m 13-07-1974 | Hitnotering: 06-04-1974 t/m 13-07-1974 | Hitnotering: 06-04-1974 t/m 13-07-1974 | Hitnotering: 06-04-1974 t/m 13-07-1974 | Hitnotering: 06-04-1974 t/m 13-07-1974 | Hitnotering: 06-04-1974 t/m 13-07-1974 | Hitnotering: 06-04-1974 t/m 13-07-1974 | Hitnotering: 06-04-1974 t/m 13-07-1974 | Hitnotering: 06-04-1974 t/m 13-07-1974 | Hitnotering: 06-04-1974 t/m 13-07-1974 |
| Week:                                  | 1                                      | 2                                      | 3                                      | 4                                      | 5                                      | 6                                      | 7                                      | 8                                      | 9                                      | 10                                     | 11                                     | 12                                     | 13                                     | 14                                     | 15                                     |                                        |
| -------------------------------------- | -------------------------------------- | -------------------------------------- | -------------------------------------- | -------------------------------------- | -------------------------------------- | -------------------------------------- | -------------------------------------- | -------------------------------------- | -------------------------------------- | -------------------------------------- | -------------------------------------- | -------------------------------------- | -------------------------------------- | -------------------------------------- | -------------------------------------- | -------------------------------------- |
| Positie:                               | 9                                      | 3                                      | 1                                      | 1                                      | 1                                      | 1                                      | 1                                      | 1                                      | 3                                      | 3                                      | 5                                      | 10                                     | 15                                     | 27                                     | 35                                     | uit                                    |

### NederlandseDaverende Dertig
| Hitnotering: 06-04-1974 t/m 29-06-1974 | Hitnotering: 06-04-1974 t/m 29-06-1974 | Hitnotering: 06-04-1974 t/m 29-06-1974 | Hitnotering: 06-04-1974 t/m 29-06-1974 | Hitnotering: 06-04-1974 t/m 29-06-1974 | Hitnotering: 06-04-1974 t/m 29-06-1974 | Hitnotering: 06-04-1974 t/m 29-06-1974 | Hitnotering: 06-04-1974 t/m 29-06-1974 | Hitnotering: 06-04-1974 t/m 29-06-1974 | Hitnotering: 06-04-1974 t/m 29-06-1974 | Hitnotering: 06-04-1974 t/m 29-06-1974 | Hitnotering: 06-04-1974 t/m 29-06-1974 | Hitnotering: 06-04-1974 t/m 29-06-1974 | Hitnotering: 06-04-1974 t/m 29-06-1974 | Hitnotering: 06-04-1974 t/m 29-06-1974 |
| Week:                                  | 1                                      | 2                                      | 3                                      | 4                                      | 5                                      | 6                                      | 7                                      | 8                                      | 9                                      | 10                                     | 11                                     | 12                                     | 13                                     |                                        |
| -------------------------------------- | -------------------------------------- | -------------------------------------- | -------------------------------------- | -------------------------------------- | -------------------------------------- | -------------------------------------- | -------------------------------------- | -------------------------------------- | -------------------------------------- | -------------------------------------- | -------------------------------------- | -------------------------------------- | -------------------------------------- | -------------------------------------- |
| Positie:                               | 9                                      | 3                                      | 1                                      | 1                                      | 1                                      | 2                                      | 2                                      | 3                                      | 3                                      | 5                                      | 9                                      | 10                                     | 24                                     | uit                                    |

### NPO Radio 2 Top 2000
| Nummer met noteringen in de NPO Radio 2 Top 2000 | '00  | '01  | '02  | '03  | '04  | '05  | '06  | '07  | '08  | '09  | '10  |
| ------------------------------------------------ | ---- | ---- | ---- | ---- | ---- | ---- | ---- | ---- | ---- | ---- | ---- |
| Be my day                                        | 1161 | 1465 | 1742 | 1553 | 1646 | 1825 | 1699 | 1675 | 1652 | 1550 | 1642 |

1. ↑  Een vetgedrukt getal geeft de hoogste notering aan.
2. ↑  2000 was het eerste jaar met een notering voor dit nummer.
3. ↑  Deze tabel is bijgewerkt tot en met de laatste editie (2024).

### Evergreen Top 1000
| Evergreen Top 1000 "Be my day" | Evergreen Top 1000 "Be my day" | Evergreen Top 1000 "Be my day" | Evergreen Top 1000 "Be my day" | Evergreen Top 1000 "Be my day" | Evergreen Top 1000 "Be my day" | Evergreen Top 1000 "Be my day" | Evergreen Top 1000 "Be my day" | Evergreen Top 1000 "Be my day" | Evergreen Top 1000 "Be my day" | Evergreen Top 1000 "Be my day" | Evergreen Top 1000 "Be my day" | Evergreen Top 1000 "Be my day" | Evergreen Top 1000 "Be my day" | Evergreen Top 1000 "Be my day" | Evergreen Top 1000 "Be my day" | Evergreen Top 1000 "Be my day" |
| Jaar                           | 2008                           | 2009                           | 2010                           | 2011                           | 2012                           | 2013                           | 2014                           | 2015                           | 2016                           | 2017                           | 2018                           | 2019                           | 2020                           | 2021                           | 2022                           | 2023                           |
| ------------------------------ | ------------------------------ | ------------------------------ | ------------------------------ | ------------------------------ | ------------------------------ | ------------------------------ | ------------------------------ | ------------------------------ | ------------------------------ | ------------------------------ | ------------------------------ | ------------------------------ | ------------------------------ | ------------------------------ | ------------------------------ | ------------------------------ |
| Positie                        | -                              | 747                            | 745                            | 745                            | 722                            | 545                            | 393                            | 388                            | 392                            | 433                            | 321                            | 307                            | 220                            | 273                            | 188                            | 166                            |